# Wilhelm Stahl (Mathematiker)

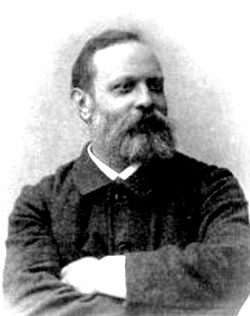
Wilhelm Stahl

Wilhelm Stahl (* 8. September 1846 in Fränkisch-Crumbach; † 19. April 1894 in Berlin) war ein deutscher Mathematiker.
Nach dem frühen Tod des Vaters, eines Pfarrers, zog die Mutter mit dem Sohn nach Darmstadt. Von 1864 bis 1868 studierte Wilhelm Stahl Ingenieurwissenschaften am Zürcher Polytechnikum, ging dann an die Universität Gießen und von dort nach Berlin. 1870 promovierte Stahl in Heidelberg als Mathematiker.
1872 wurde Stahl als Professor der synthetischen und darstellenden Geometrie an die RWTH Aachen berufen. 1892 wurde er Professor für analytische Geometrie an der Technischen Hochschule Charlottenburg.
Im Alter von 47 starb Wilhelm Stahl plötzlich an Herzschlag.
Stahl veröffentlichte eine Vielzahl wissenschaftlicher Abhandlungen zu seinem Fachgebiet in der Zeitschrift des Vereins deutscher Ingenieure, in Crelles Journal und den Mathematischen Annalen.